# Gare de Méréville
 (janvier 2023).
Si vous disposez d'ouvrages ou d'articles de référence ou si vous connaissez des sites web de qualité traitant du thème abordé ici, merci de compléter l'article en donnant les références utiles à sa vérifiabilité et en les liant à la section « Notes et références ».
La gare de Méréville est une ancienne gare ferroviaire française de la ligne d'Étampes à Beaune-la-Rolande. Elle est située sur le territoire de l'ancienne commune de Méréville, incluse dans la nouvelle commune Le Mérévillois, dans le département de l'Essonne, en région Île-de-France.

## Situation ferroviaire
Établie à 132 mètres d'altitude, la gare de Méréville est située au point kilométrique (PK) 71,242 de la ligne d'Étampes à Beaune-la-Rolande, entre les gares fermées de Saclas - Saint-Cyr et d'Estouches.

## Histoire
La gare est inaugurée le 19 février 1905 lors de l'ouverture de la ligne par un train inaugural parti de la gare Étampes vers 14 heures et arrivé à Pithiviers à 15 h 30. Elle fut fermée le 4 novembre 1969. Les bâtiments voyageurs et marchandises sont alors vendus à un particulier.
Au début du XXe siècle, 4 trains faisaient l'aller-retour entre Étampes et Pithiviers afin de permettre aux paysans de vendre leurs produits sur le marché d'Étampes.
Depuis sa fermeture, seul la ligne 4404 (et les lignes scolaires 4416, 4417 et 4418) du Réseau de bus Essonne Sud Ouest relie Méréville à la gare d'Étampes.

## Service des voyageurs
La gare est fermée au service voyageurs.

## Service des marchandises
La gare est fermée au service fret.